# Vale de Nogueiras
Vale de Nogueiras, por vezes designada Valnogueiras, é uma povoação portuguesa do Município de Vila Real que foi sede da extinta Freguesia de Vale de Nogueiras, freguesia que tinha 19,55 km² de área e 836 habitantes (2011). 
A Freguesia de Vale de Nogueiras foi extinta (agregada) pela reorganização administrativa de 2012/2013, tendo o seu território sido integrado na então criada União das Freguesias de Constantim e Vale de Nogueiras.
A Freguesia de Vale de Nogueiras incluía no seu território os seguintes lugares: Assento, Carro Queimado, Carvas, Galegos, Ludares, Santa Marta e Vale de Nogueiras (sede).
O antigo primeiro-ministro Pedro Passos Coelho habitou em Vale de Nogueiras durante a sua infância.

## História
É no território desta antiga freguesia, junto ao lugar de Assento, que se situa o Santuário de Panóias, outrora centro administrativo das Terras de Panóias, situadas entre a Serra do Marão e o Rio Tua.
Vale de Nogueiras recebeu foral de D. Afonso III (2 de Abril de 1258), juntamente com Arroios.
Galegos terá recebido foral de D. Dinis em 1300. Em 12 de Novembro de 1519, por foral de D. Manuel I, a terra foi desanexada do termo de Vila Real, passando a ter o estatuto de vila e sede de concelho. Era donatário o Marquês de Távora. Em 1759, com a extinção da Casa dos Távoras por acusação de conjura contra D. José, Galegos é integrado na Coroa e Fazenda Régia. O micro-concelho de Galegos (menos de 50 fogos em 1758) foi extinto a 6 de Novembro de 1836, aquando da Reforma Administrativa de Passos Manuel (Liberalismo).
Na sequência da reorganização administrativa ditada pela Lei n.º 22/2012, o seu território foi anexado ao da vizinha freguesia de Constantim, passando o conjunto a designar-se oficialmente União das Freguesias de Constantim e Vale de Nogueiras. Assim, "Vale de Nogueiras" foi de facto extinta enquanto designação oficial de freguesia.

## População
| População da freguesia de Vale de Nogueiras (1801–2011) | População da freguesia de Vale de Nogueiras (1801–2011) | População da freguesia de Vale de Nogueiras (1801–2011) | População da freguesia de Vale de Nogueiras (1801–2011) | População da freguesia de Vale de Nogueiras (1801–2011) | População da freguesia de Vale de Nogueiras (1801–2011) | População da freguesia de Vale de Nogueiras (1801–2011) | População da freguesia de Vale de Nogueiras (1801–2011) | População da freguesia de Vale de Nogueiras (1801–2011) | População da freguesia de Vale de Nogueiras (1801–2011) | População da freguesia de Vale de Nogueiras (1801–2011) | População da freguesia de Vale de Nogueiras (1801–2011) | População da freguesia de Vale de Nogueiras (1801–2011) | População da freguesia de Vale de Nogueiras (1801–2011) | População da freguesia de Vale de Nogueiras (1801–2011) | População da freguesia de Vale de Nogueiras (1801–2011) | População da freguesia de Vale de Nogueiras (1801–2011) |
| 1801                                                    | 1849                                                    | 1864                                                    | 1878                                                    | 1890                                                    | 1900                                                    | 1911                                                    | 1920                                                    | 1930                                                    | 1940                                                    | 1950                                                    | 1960                                                    | 1970                                                    | 1981                                                    | 1991                                                    | 2001                                                    | 2011                                                    |
| ------------------------------------------------------- | ------------------------------------------------------- | ------------------------------------------------------- | ------------------------------------------------------- | ------------------------------------------------------- | ------------------------------------------------------- | ------------------------------------------------------- | ------------------------------------------------------- | ------------------------------------------------------- | ------------------------------------------------------- | ------------------------------------------------------- | ------------------------------------------------------- | ------------------------------------------------------- | ------------------------------------------------------- | ------------------------------------------------------- | ------------------------------------------------------- | ------------------------------------------------------- |
| 650                                                     | 864                                                     | 1 228                                                   | 1 238                                                   | 1 140                                                   | 1 174                                                   | 1 198                                                   | 1 120                                                   | 1 282                                                   | 1 365                                                   | 1 463                                                   | 1 374                                                   | 1 195                                                   | 1 050                                                   | 1 029                                                   | 1 011                                                   | 836                                                     |

| Distribuição da População por Grupos Etários em 2001 e 2011 | Distribuição da População por Grupos Etários em 2001 e 2011 | Distribuição da População por Grupos Etários em 2001 e 2011 | Distribuição da População por Grupos Etários em 2001 e 2011 | Distribuição da População por Grupos Etários em 2001 e 2011 | Distribuição da População por Grupos Etários em 2001 e 2011 | Distribuição da População por Grupos Etários em 2001 e 2011 | Distribuição da População por Grupos Etários em 2001 e 2011 | Distribuição da População por Grupos Etários em 2001 e 2011 | Distribuição da População por Grupos Etários em 2001 e 2011 |
| ----------------------------------------------------------- | ----------------------------------------------------------- | ----------------------------------------------------------- | ----------------------------------------------------------- | ----------------------------------------------------------- | ----------------------------------------------------------- | ----------------------------------------------------------- | ----------------------------------------------------------- | ----------------------------------------------------------- | ----------------------------------------------------------- |
| Idade                                                       | 0-14                                                        | 15-24                                                       | 25-64                                                       | > 65                                                        |                                                             | 0-14                                                        | 15-24                                                       | 25-64                                                       | > 65                                                        |
| 2001                                                        | 183                                                         | 150                                                         | 478                                                         | 200                                                         |                                                             | 18,1%                                                       | 14,8%                                                       | 47,3%                                                       | 19,8%                                                       |
| 2011                                                        | 115                                                         | 111                                                         | 410                                                         | 200                                                         |                                                             | 13,8%                                                       | 13,3%                                                       | 49,0%                                                       | 23,9%                                                       |

## Património
- Pelourinho de Galegos
- Santuário de Panóias